# Justin Yifu Lin

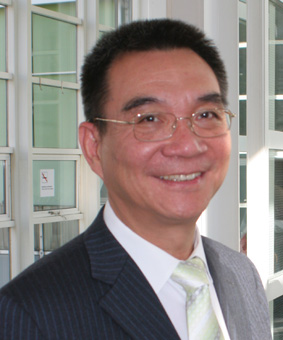
Justin Yifu Lin in 2009

Justin Yifu Lin (Yílán, Taiwan, 15 oktober 1952) is een Chinese econoom. Hij was van 2008 tot 2012 hoofdeconoom van de Wereldbank.
Lin studeerde landbouwkunde in Taiwan. In 1979 liep hij over naar het Vasteland van China, volgens zeggen door van de eilandengroep Kinmen naar Xiamen te zwemmen. In Peking studeerde hij vervolgens in 1982 af in de Marxistische economie. Daar leerde hij de Amerikaanse Nobelprijswinnaar en econoom Theodore Schultz kennen, die hem in staat stelde aan de Universiteit van Chicago te promoveren.
Lin is een vooraanstaand econoom, die adviseur is van talrijke organisaties en verbonden is aan verscheidene internationale wetenschappelijke economische tijdschriften. Hij staat bekend als expert op het gebied van ontwikkelingssamenwerking. In 1994 richtte hij het China Center for Economic Research op en was hij de eerste voorzitter. Hij was als hoogleraar economie al verbonden aan de universiteit van Peking en de Hong Kong University of Science and Technology. Hij was ook actief bij de Asian Development Bank en Millennium Task Force van de Verenigde Naties. Van 2008 tot 2012 was hij hoofdeconoom van de Wereldbank.
In september 2014 werd Justin Yifu Lin doctor honoris causa in een gedeeld doctoraat uitgereikt door de KU Leuven en de Vlerick Business School.
Lin is getrouwd en heeft twee kinderen.
- Bibsys: 98045878
- Bibliothèque nationale de France: cb13566185m (data)
- CiNii: DA08120684
- Gemeinsame Normdatei: 133573893
- International Standard Name Identifier: 0000 0001 2013 0142
- Library of Congress Control Number: nr93023310
- Nationale Bibliotheek van Letland: 000050873
- Mathematics Genealogy Project: 202687
- Bibliotheek van het Japanse parlement: 00539344
- Nationale Bibliotheek van Tsjechië: skuk0003315
- Nationale bibliotheek van Australië: 49286316
- Nationale Bibliotheek van Israël: 987007401875805171
- Nationale en Universitaire bibliotheek Zagreb: 000612044
- Nederlandse Thesaurus van Auteursnamen: 127517804
- Réseau des bibliothèques de Suisse occidentale: 02-A003522065
- Système universitaire de documentation: 052585549
- Trove: 1528925
- Virtual International Authority File: 61713296
- WorldCat: E39PBJwxHFRXKVYfdft6d4cQMP